# Som nat og dag (film fra 2009)
Som nat og dag (originaltitel: Så olika) er en svensk dramedyfilm fra 2009 instrueret af Helena Bergström, der skrev manuskriptet i samarbejde med Tove Alsterdal. Medvirkende tæller blandt andre Ingela Olsson, Anna Ulrika Ericsson og Philip Zandén med flere.

## Handling
En film om at blive vanvittigt forelsket i sin værste fjende, eller den mest umulige person på jorden. Om mennesker, der mødes på trods af at de er fundamentalt forskellige. Fordi kærligheden overvinder alt - fra politiske magtkampe til dans med sælerne på Skansen.

## Medvirkende (i udvalg)
- Ingela Olsson som Lotta Lövdahl
- Anna Ulrika Ericsson som Sanna Lövdahl
- Philip Zandén som Joel Adler
- Johan Widerberg som Kristian Berg-Möller
- Rolf Lassgård som Martin Larsson
- Rikard Wolff som Max Scheele
- Johannes Bah Kuhnke som Francke
- Nina Gunke som Rebecca Adler
- Siw Malmkvist som Ingrid Lövdahl
- Fredrik Ohlsson som Jan-Karl Lövdahl
- Josephine Bornebusch som Milou
- Sarah Dawn Finer som Maya
- Dag Malmberg som Benke
- Adam Pålsson som Samuel
- Molly Nutley som Ellinor